# Icacinales
Icacinales, biljni red u razredu magnoliopsida (dvosupnica) opisan tek 1993 godine. Ime je dobio po rodu Icacina iz tropske Afrike, a sastoji se od dvije porodice: Icacinaceae i Oncothecaceae.
Rod Oncotheca sa svoje dvije vrste Oncotheca balansae i Oncotheca humboldtiana endemi su na Novoj Kaledoniji. Porodici Icacinaceae pripada preko 200 vrsta drveća grmlja i lijana, prvenstvenio u tropskim područjima Amerike, Afrike i Azije.